# Laphria bilykovae
Laphria bilykovae är en tvåvingeart som beskrevs av Paramonov 1930. Laphria bilykovae ingår i släktet Laphria och familjen rovflugor. Inga underarter finns listade i Catalogue of Life.